# Залов, Фаган Амиль оглы
Фаган Амиль оглы Залов (азерб. Fəqan Amil oğlu Zalov; 1 апреля 1997, Галагайын, Сабирабадский район — 9 ноября 2020, Ходжавендский район) — азербайджанский военнослужащий, младший мичман Военно-морских сил Азербайджанской Республики, участник вооружённых столкновений в Нагорном Карабахе 2016 года и Второй Карабахской войны 2020 года. Герой Отечественной войны (2020).

## Биография
Фаган Залов родился в семье Амиля и Сариды Заловых 1 апреля 1997 года в лагере для беженцев в селе Галагайын Сабирабадского района Азербайджана. Родители Залова родом из села Ашагы Гюзляк Физулинского района. В семье было трое детей — Фаган, его брат Ниджат и сестра Гюльтекин. Брат Ниджат Залов также принимал участие во Второй Карабахской войне и был ранен.
Фаган Залов учился в средней школе села Бабы Физулинского района в 2003—2007 годах. В 2010—2014 годах продолжил образование в средней школе села Зиланлы имени Алы Мустафаева Губадлинского района, расположенной в городе Сумгаит.
В 2015 году Залов был призван на действительную военную службу. Будучи военнослужащим артиллерийских войск Вооружённых сил Азербайджана, Залов в 2016 году принимал участие в апрельских боях на Тертерском и Джебраил-Физулинском направлениях. Впоследствии Залов поступил на службу матросом в ВМС Азербайджана. В качестве разведчика окончил курсы «Альпинизм», «Парашют», «Антитеррор» и «Амфибия».
Осенью 2020 года младший мичман подводно-штурмовых сил специального назначения Фаган Залов принимал участие во Второй Карабахской войне с самого её начала. Сначала он отличился в рассечении инженерно-фортификационных и оборонительных рубежей противника на территории Джебраильского района, а также в занятии ряда стратегических высот. В течение четырёх дней спецназовцы, в том числе Залов, заняли выгодные позиции и стратегические пункты в направлении Джебраила, в том числе город Джебраил и 14 сёл Джебраильского района. 11 октября в направлении села Солтанлы Джебраильского района Фаган Залов получил осколочные ранения в верхнюю часть правого колена и был госпитализирован. Несмотря на настойчивость врачей, Залов отказался от операции и взял 5 выходных вместо 15-дневного отпуска. Впоследствии он отличился в боях за высоты в Ходжавендском направлении, а также город Губадлы. 9 ноября Залов погиб в боях за высоту Кызылкая в Ходжавендском районе. Через 6 часов после гибели Залова было заключено соглашение о прекращении огня.
Удостоен высшей степени отличия Азербайджана — звания Герой Отечественной войны (посмертно), награждён шестью медалями.

## Награды
- Герой Отечественной войны (2020)
- Медаль «100-летие азербайджанской армии» (2018)
- Медаль «За Родину» (2020)
- Медаль «За освобождение Джебраила» (2020)
- Медаль «За освобождение Физули» (2020)
- Медаль «За освобождение Ходжавенда» (2020)
- Медаль «За освобождение Губадлы» (2020)

## Память
В ноябре 2021 года распоряжением Кабинета Министров Азербайджана № 339 от 4 ноября 2021 года средней школе № 3 города Горадиз было присвоено имя Фагана Залова.